# The Call of the Wild
The Call of the Wild (no Brasil: O Grito da Selva, O Chamado da Selva, O Chamado da Floresta e Chamado Selvagem, em Portugal: Apelo da Selva: o grito da floresta (Europa-América)) é uma obra de Jack London, o mesmo criador da história de Caninos Brancos, publicada em 1903. O romance se passa no vale do Rio Klondike, no Canadá, durante a corrida ao ouro de 1897 e narra as aventuras de Buck, um cão de trenó que, após a morte de seu dono, foge e acaba liderando uma matilha de lobos.
Em 1896, enormes pepitas de ouro foram encontradas, no Alasca, na confluência dos rios Yukon e Klondike. A descoberta do cobiçado metal nesta região inóspita fez com que hordas de norte-americanos juntassem suas economias e rumassem ao norte, na tentativa de enriquecer. Para sobreviver em meio ao frio, era necessário levar provisões abundantes e cães fortes para puxar trenós, o único meio de transporte confiável.
Jack London (1876-1916), que tentou a vida no garimpo em 1897, narra neste romance as aventuras de Buck, o privilegiado cão doméstico de uma família californiana. Em meio à febre do ouro, Buck é roubado de seu ambiente e contrabandeado para o Alasca. No caminho, sofre uma série de maus-tratos, até que encontra refúgio em uma irmandade de cães e, assim como os corajosos garimpeiros, vê-se na necessidade de se adaptar à vida selvagem. Buck entra em contato com sua natureza primitiva, em uma jornada de autoconhecimento, e redescobre seus instintos.
O grito da selva, publicado no formato de folhetim em 1903, deu fama mundial a Jack London e é talvez o romance mais difundido da literatura norte-americana: entre uma e outra aventura em uma das paisagens mais hostis do globo, o leitor é levado a reavaliar seus princípios de civilidade, lealdade, sobrevivência em grupo ou só, amor à natureza e ao que ela oferece, embora a duras penas - adaptação e capacidade de sobrevivência - e coragem frente aos perigos e oponentes, entre muitos outros conceitos de valor que são passados em tal romance.

## Controvérsia
Este livro foi banido em Itália (1929), Jugoslávia (1929) e queimado pelos Nazis (1933) por ser considerado demasiado radical.